# Orthezia tartallyi
Orthezia tartallyi är en insektsart som beskrevs av Konczné Benedicty och Kozár in Kozár 2004. Orthezia tartallyi ingår i släktet Orthezia och familjen vaxsköldlöss.
Artens utbredningsområde är Peru. Inga underarter finns listade i Catalogue of Life.